# (11118) Modra
(11118) Modra (1996 PK) – planetoida z pasa głównego asteroid okrążająca Słońce w ciągu 3,52 lat w średniej odległości 2,31 j.a. Odkryta 9 sierpnia 1996 roku.